# Noctua noacki
Noctua noacki is een vlinder uit de familie uilen (Noctuidae). De wetenschappelijke naam is voor het eerst geldig gepubliceerd in 1957 door Boursin.
De soort komt voor in Europa.